# Lhotsko (zámek)
Lhotsko je zámek, nacházející se severovýchodně od Radkovy Lhoty v okrese Přerov.
Na místě zámku Lhotsko se ve středověku nacházela vesnice Měsíčná Lhota. Ta byla poprvé připomínaná v roce 1349, zanikla v 16. století. Ještě v témže století zde vznikl panský dvůr. V 18. století byl upraven na lovecký zámeček, který jako dar získal Ernst Gideon von Laudon. Ten jej posléze prodal a objekt vystřídal více majitelů.
Od roku 1938 byl zámek prázdný, v roce 1956 jej získala Česká katolická charita a během dvou let zde sestry sv. Kříže zřídily domov důchodců. Od začátku 21. století je zámek ve správě příspěvkové organizace Olomouckého kraje Domov pro seniory Radkova Lhota. V roce 2014 byl vedle zámku postaven nový pavilon. Domov disponuje celkem 208 lůžky.

## Galerie

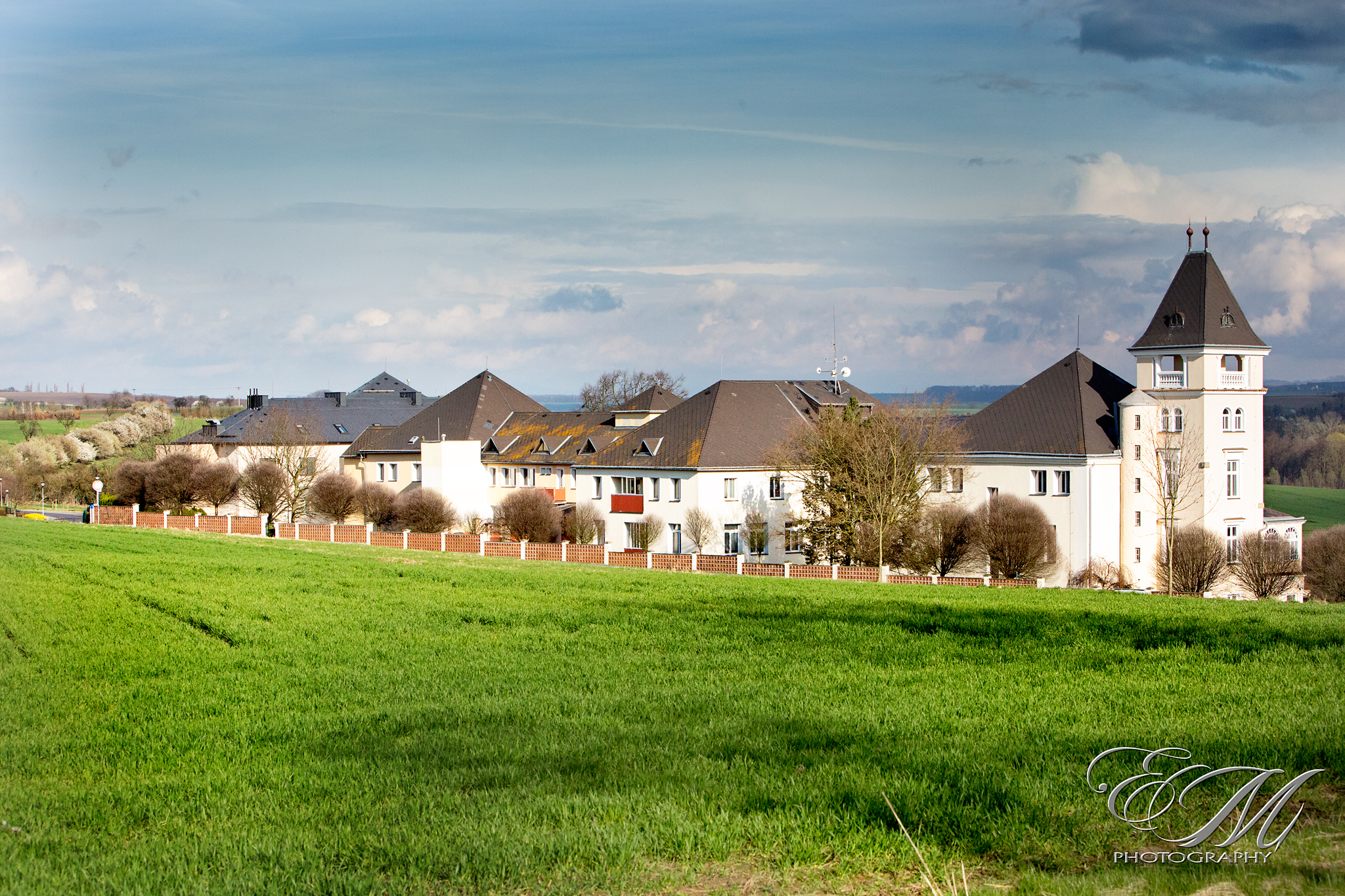
Zámek Lhotsko